# 리처드 박
리처드 박(영어: Richard Park 리처드 파크[*], 1976년 5월 27일 ~ ) 또는 한국명 박용수는 서울특별시 태생의 한국계 미국인으로 아이스하키 선수이다. 미국 프로 아이스하키인 NHL에서 활약하였다. 어시스트턴트 코치 자격으로 18세 이하 대표팀(U-18) 선발 트라이 아웃과 남자 대표팀 후보 선수 초청 캠프에서 백지선 감독을 보필하고 있다.